# Jewhenija Spitkowśka
Jewhenija Wasyliwna Szarowka, po mężu Spitkowśka (ukr. Євгенія Василівна Шаровка-Спітковська; ur. 10 maja 1988 w Charkowie) – ukraińska koszykarka, występująca na pozycji rozgrywającej, reprezentantka kraju.

## Osiągnięcia
Stan na 21 marca 2023, na podstawie, o ile nie zaznaczono inaczej.

### Drużynowe
- Mistrzyni:
  - Ukrainy (2008, 2011, 2013)[3][4]
  - Kazachstanu (2016)[5]
- Wicemistrzyni:
  - Ukrainy (2009, 2017, 2019)[6][7]
  - Kazachstanu (2015)[8]
- Brązowa medalistka mistrzostw Ukrainy (2007)
- Zdobywczyni Pucharu Ukrainy (2017)[6]
- Finalistka Pucharu Ukrainy (2009, 2019)[9][7]
- Uczestniczka międzynarodowych rozgrywek Eurocup (2011/2012)

### Indywidualne
(* – nagrody przyznane przez portal eurobasket.com)
- Zaliczona do składu honorable mention ligi ukraińskiej (2011)*[3]

### Reprezentacja

#### Seniorek
5x5
- Uczestniczka:
  - mistrzostw Europy (2009 – 13. miejsce, 2015 – 16. miejsce, 2017 – 10. miejsce)
  - kwalifikacji do Eurobasketu (2011, 2013, 2015, 2017)

3x3
- Brązowa medalistka mistrzostw Europy 3×3 (2018)
- Uczestniczka igrzysk europejskich 3x3 (2019 – 9. miejsce)

#### Młodzieżowe
- Mistrzyni Europy U–16 dywizji B (2004)
- Uczestniczka mistrzostw Europy U–20 (2007 – 13. miejsce, 2008 – 5. miejsce)